# جانغ شين يونغ
جانغ شين يونغ (بالكورية: 장신영)‏ هي ممثلة كورية جنوبية. ولدت يوم 17 يناير 1984 في جونجو في كوريا الجنوبية.

## روابط خارجية
- جانغ شين يونغ على موقع IMDb (الإنجليزية)
- جانغ شين يونغ على موقع ألو سيني (الفرنسية)
- جانغ شين يونغ على موقع قاعدة بيانات الفيلم (الإنجليزية)
- جانغ شين يونغ على موقع كينوبويسك (الروسية)